# Бакинський військовий округ
Баки́нський військо́вий о́круг — військовий округ, одиниця військово-адміністративного поділу у СРСР на території Закавказзя, який існував в період з 9 липня 1945 по 6 травня 1946.

## Історія
Сформований у липні 1945 на підставі наказу народного комісара оборони СРСР № 0139 від 9 липня 1945 р. на території Азербайджанської РСР та Дагестанської АРСР (з листопада 1945 зі складу Тбіліського військового округу перепідпорядкувалася до складу округу й Нахічеванська Автономна Радянська Соціалістична Республіка) з управлінням округу в місці Баку.
На підставі наказу НКО СССР до Баку прибуло управління 69-ї армії (у квітні-травні 1945 входила до складу 1-го Білоруського фронту), на базі якого було створено управління Бакинського військового округу. Одним із завдань управління Бакинського військового округу була організація виведення радянських військ з території Ірану, завершеного в травні 1946 р.
По постанові Ради Міністрів СРСР від 6 травня 1946 Бакинський військовий округ розформовувався, а його територія і війська переходили в підпорядкування єдиного Закавказького військового округу, управління якого до 1 серпня 1946 було сформовано в Тбілісі. Післявоєнне розміщення і розквартирування військ у Закавказзі мало певну специфіку, що витікала з діючого Закону Союзу РСР про створення військових формувань союзних республік.

### Командування
- Командувачі:
  - Генерал-полковник Колпакчи В. Я. (1945)
  - Генерал армії Масленніков І. І. (1945 — 02.1946)